# Lelisa Desisa
Lelisa Desisa Benti (Oromia, 14 de janeiro de 1990) é um fundista da Etiópia, campeão mundial da maratona, bicampeão da Maratona de Boston e campeão da Maratona de Nova York.
Surgiu no cenário internacional de corredores de elite ao conquistar a medalha de ouro nos 10.000 m do Campeonato Africano de Atletismo Júnior de 2009. Participando de provas na Europa, em junho de 2012 faz uma melhor marca pessoal de 27:18 para essa distância em Liège, na Bélgica, o que lhe deu uma vaga reserva na equipe olímpica etíope que disputou os Jogos de Londres 2012, mas não competiu nestes Jogos.
Desisa estreou em maratonas em 2013, na Maratona de Dubai, fazendo um dos melhores tempos da história para um novato na distância, 2:04:45. Em abril, venceu a Maratona de Boston em 2:10:22, a mesma edição onde aconteceu um atentado à bomba na linha de chegada, ocorrido cerca de duas horas após sua vitória. Meses depois, Lelisa, num gesto aclamado mundialmente, entregou sua medalha de ouro ganha na maratona à cidade de Boston numa cerimônia pública, em honra das vítimas do atentado. Numa cerimônia privada, também entregou seu número de corrida a uma vítima do ataque que perdeu uma perna. 
Em agosto, em Moscou 2013, ele conquistou a medalha de prata no Campeonato Mundial de Atletismo, em 2:10:12, sendo derrotado apenas pelo campeão olímpico em Londres 2012, Stephen Kiprotich. Em 2015, venceu pela segunda vez a Maratona de Boston, chegando em segundo lugar no ano seguinte. Três anos depois teve outra grande conquista ao vencer a Maratona de Nova York, em 2:05:59.
Disputando a maratona no Campeonato Mundial de Doha 2019, sagrou-se campeão mundial da prova, com a marca de 2:10:40, sob o forte calor da capital do Qatar, numa prova que, por causa das altas temperaturas, teve início à meia-noite hora local.